# Hadrodemus m-flavum
Espèce
Hadrodemus m-flavum est un insecte de l'ordre des hémiptères, de la famille des Miridae.

## Description

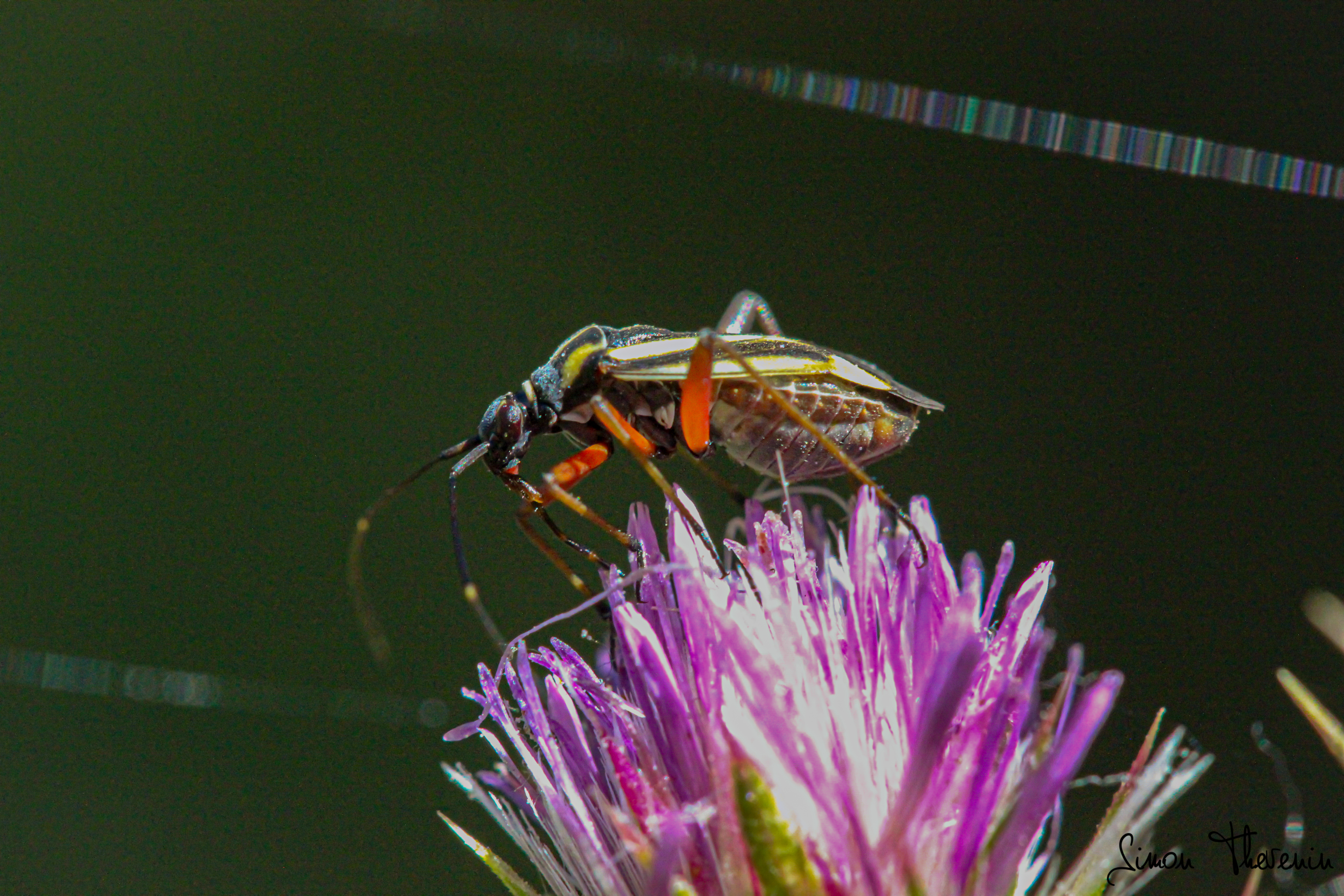
Hadrodemus m-flavum vu de profil sur Carduus pycnocephalus pycnocephalus à Rognes.

Son corps est allongé et mesure de 6 mm à 8 mm. Il est noir avec des traits jaunes ou orangés en forme de M. La tête est noire avec des taches plus claires autour des yeux. Un anneau clair se trouve entre la tête et le pronotum qui possède trois bandes longitudinales jaunes. Les hémiélytres ont des bandes longitudinales jaunes avec les exocories et le cuneus également jaunes ou orangés. Le scutellum est noir.

## Aire de répartition
Cette espèce est connue de l'Europe méridionale et occidentale.